# Susie Barstow

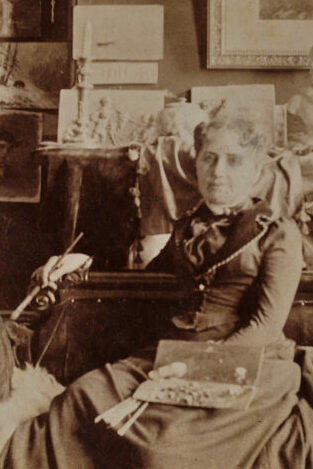
Susie Barstow (1891)

Susie Moore Barstow (* 9. Mai 1836 in New York City; † 12. Juni 1923 ebenda) war eine US-amerikanische Landschaftsmalerin.

## Leben
Susie Barstow war die Tochter eines New Yorker Teehändlers und studierte in ihrer Geburtsstadt am Rutgers Female Institute. Weiteren Unterricht nahm sie an der Cooper Union. In den 1870er Jahren hatte sie sich als Malerin in New York etabliert und konnte sich mit ihren Gemälden ihren Lebensunterhalt verdienen. Sie unterhielt dabei ein Atelier in Brooklyn, unternahm von dort aus aber viele Reisen durch das Hinterland Neuenglands, während der sie sich auch als Bergsteigerin betätigte. Sie favorisierte die Catskill Mountains und die Adirondack Mountains in Upstate New York und die White Mountains in New Hampshire, ging aber auch in den Alpen und im Schwarzwald klettern. Regelmäßig unternahm sie Touren mit der Malerin Edith Wilkinson Cook.
Als Ergebnis vieler dieser Touren entstanden diverse Landschaftsgemälde, die sich stilistisch der Hudson River School zuordnen lassen. Viele Bilder zeigen Landschaften in Upstate New York, vereinzelt stellte Barstow auch Motive aus anderen Teilen Amerikas oder aus Europa dar. Diverse ihrer Werke zeigte sie in der Brooklyn Art Association, in der National Academy of Design und in der Pennsylvania Academy of the Fine Arts. Für viele Jahre unterrichtete sie zudem am Brooklyn Institute of Arts and Sciences. Barstow starb 1923 im Alter von 87 Jahren. Obgleich sie zu Lebzeiten beliebt war, geriet sie danach bald in Vergessenheit und wurde auch über viele Jahre in der kunstwissenschaftlichen Diskussion über die Hudson River School außer Acht gelassen. 2010 wurden einige ihrer Werke als Teil einer Gruppenausstellung von Malerinnen der Hudson River School in der Thomas Cole National Historic Site in Catskill gezeigt. 2023 wurde sie dort mit der ersten Retrospektive seit ihrem Tod gewürdigt. Im selben Jahr veröffentlichte die Kunsthistorikerin Nancy Siegel eine Biografie der Malerin.